# Philip Kitcher
Philip Stuart Kitcher (né le 20 février 1947) est un professeur de philosophie britannique à l'Université de Columbia, spécialisé dans la philosophie des sciences, la philosophie de la biologie, la philosophie des mathématiques, la philosophie de la littérature, et plus récemment le pragmatisme.

## Vie et carrière
Né à Londres, Kitcher a passé ses jeunes années à Eastbourne, dans le Sussex de l'Est, sur la côte sud du Royaume-Uni. Il est allé à l'école à l'hôpital du Christ, à Horsham, dans le West Sussex,. Il a obtenu son B.A. en mathématiques / histoire et philosophie des sciences au Christ College, Cambridge, en 1969, et son doctorat en histoire et philosophie des sciences à l'Université de Princeton en 1974, où il a travaillé étroitement avec Carl Gustav Hempel et Thomas Samuel Kuhn.
Philip Kitcher enseigne actuellement à l'Université de Columbia au Département de philosophie. En tant que président du programme de civilisation contemporaine de Columbia, il a également la chaire James R. Barker de civilisation contemporaine.
Kitcher est dernier président de l'Association philosophique américaine. En 2002, Kitcher a été nommé membre de l'Académie américaine des arts et des sciences, et a reçu le Prix Prometheus inaugural de l'Association philosophique américaine en 2006 pour ses travaux en philosophie des sciences. Il a été élu à la Société américaine de philosophie en 2018.
Kitcher a été rédacteur en chef du magazine Philosophie des sciences de 1994 à 1999, il a également été membre du Groupe de travail NIH/DOE sur les implications éthiques, juridiques et sociales du Projet génome humain de 1995 à 1997.
Il a formé plusieurs philosophes des sciences éminents, dont Peter Godfrey-Smith (Université de Sydney), Kyle Stanford (Université de Californie, Irvine), et Michael R. Dietrich (Université de Pittsburgh).

## Travail philosophique
Dans le domaine de la philosophie, Kitcher est surtout connu pour son travail en philosophie de la biologie, des sciences, et des mathématiques, et en dehors de l'académie pour son travail de réflexion sur le créationnisme et la sociobiologie. Ses œuvres tentent de relier les questions posées dans la philosophie de la biologie et la philosophie des mathématiques avec les questions philosophiques centrales de l'épistémologie, de la métaphysique et de l'éthique. Il a également publié des articles sur John Stuart Mill, Emmanuel Kant et d'autres figures de l'histoire de la philosophie. Son livre de 2012 a documenté son intérêt croissant pour John Dewey, et une approche pragmatique des sujets philosophiques. Il voit le pragmatisme comme une approche unificatrice et reconstructive aux questions de philosophie traditionnelles. Un an plus tôt, il avait publié un livre décrivant une approche naturaliste de l'éthique, Le projet éthique (Harvard University Press, 2011). Il a également travaillé sur la philosophie du changement climatique.

### Critères de la bonne science
Les trois critères de Kitcher pour constituer la bonne science sont :
1. Stabilité indépendante des hypothèses auxiliaires :
Une hypothèse auxiliaire doit être probable indépendamment du problème particulier qui est introduit pour résoudre, indépendamment de la théorie qui est conçu pour sauver" (par exemple. La preuve de l'existence de Neptune est indépendante des anomalies dans l'orbite d'Uranus).
2. Unité :

Une science doit être unifiée.... Les bonnes théories consistent en une stratégie de résolution de problèmes, ou une petite famille de stratégies de résolution de problèmes, qui peuvent être appliquées à un large éventail de problèmes.

3. Fécondité :
Une grande théorie scientifique, comme celle de Newton, ouvre de nouveaux domaines de recherche... Parce qu'une théorie présente une nouvelle façon de regarder le monde, elle peut nous amener à poser de nouvelles questions, et ainsi s'engager dans de nouvelles lignes fructueuses de recherche... Typiquement, une science florissante est incomplète. À tout moment, posez plus de questions que vous ne pouvez actuellement répondre. Mais l'incomplète n'est pas un vice. Au contraire, l'incomplet est la mère de la fécondité... Une bonne théorie doit être productive; elle doit poser de nouvelles questions et présumer que ces questions peuvent être répondues sans renoncer à ses stratégies de résolution de problèmes.
Il reconnaît le rôle des valeurs dans les décisions pratiques sur la recherche scientifique.

Kitcher est l'auteur d'Abusing science : case against creationism. Il a critiqué la mécompréhension de Kuhn par les créationnistes :
Le livre de Thomas Samuel Kuhn La Structure des révolutions scientifiques a probablement été plus lu - et plus largement mal interprété - que tout autre livre dans la philosophie récente de la science. La large circulation de ses vues a généré une caricature populaire de la position de Kuhn. Selon cette caricature populaire, les scientifiques travaillant dans un domaine appartiennent à un club. Tous les membres du club sont tenus de se mettre d'accord sur les éléments de la doctrine. En fait, le prix de l'admission est plusieurs années d'études supérieures, au cours de laquelle les principaux dogmes sont inculqués. Les vues des outsiders sont ignorées. Maintenant, je tiens à souligner que c'est une caricature sans espoir, à la fois de la pratique des scientifiques et de l'analyse de Kuhn de la pratique. Cependant, la caricature a été communément acceptée comme une représentation fidèle, soutenant ainsi les affirmations des créationnistes selon lesquelles leurs vues sont ignorées par arrogance.

## Livres
- Abusing Science: The Case Against Creationism. MIT Press, 1982   (ISBN 0-262-61037-X)
- The Nature of Mathematical Knowledge. Oxford University Press, 1983.
- Vaulting Ambition: Sociobiology and the Quest for Human Nature. MIT Press, 1985.
- The Advancement of Science, Oxford University Press, April 1993 (janvier 1995).
- The Lives to Come: The Genetic Revolution and Human Possibilities (Simon and Schuster [US], Penguin [UK], January 1996, paperback editions 1997)
- Patterns of Scientific Controversies, essay in Scientific Controversies: Philosophical and Historical Perspectives, Oxford University Press, 2000.  (ISBN 0-195-11987-8)
- Science, Truth, and Democracy, Oxford University Press, 2001; paperback 2003.  (ISBN 0-19-516552-7)
- In Mendel's Mirror: Philosophical Reflections on Biology, Oxford University Press, 2003. (This is a collection of seventeen of his articles).
- Finding an Ending: Reflections on Der Ring des Nibelungen, co-authored with Richard Schacht, Oxford University Press, February 2004.  (ISBN 0-19-517359-7)
- Living with Charles Darwin: Evolution, Design, and the Future of Faith, Oxford University Press, January 2007.  (ISBN 0-19-531444-1)
- James Joyce's Kaleidoscope: An Invitation to Finnegans Wake, Oxford University Press, July 2007.  (ISBN 0-19-532103-0)
- The Ethical Project, Harvard University Press, October 2011.  (ISBN 0-67-406144-6)
- Science in a Democratic Society, Prometheus Books, September 2011.  (ISBN 1-61-614407-6)
- Preludes to Pragmatism: Toward a Reconstruction of Philosophy, Oxford University Press, 2012.  (ISBN 9780199899555)
- Death in Venice: The Cases of Gustav von Aschenbach, Columbia University Press, November 2013.  (ISBN 978-0231162647)
- Life After Faith: The Case for Secular humanism, Yale University Press, 2014.  (ISBN 9780300203431)
- Moral Progress, Oxford University Press, 2021.  (ISBN 9780197549155)
- What's the use of philosophy?, Oxford University Press, 2022.  (ISBN 9780197657270)

## Articles
- "Explanatory Unification". Philosophy of Science, 1981.
- "The Division of Cognitive Labor". Journal of Philosophy, 1990.